# Récupération assistée
Dans le domaine des forages (gisements pétroliers ou gaziers notamment), la notion de « récupération assistée » désigne différents moyens techniques (mécaniques, chimiques) permettant de récupérer des fluides ou gaz normalement piégés dans la matrice rocheuse du réservoir.

## Récupération assistée des gaz de schiste
Des techniques relativement récentes associent la « fracturation hydraulique », qui se fait par injection sous haute pression de fluide, ainsi que de matériaux (sable ou microbille), dans la roche fracturée pour que le réseau des microfailles ainsi formé ne se referme pas.

## Récupération assistée des condensats de gaz naturel
Les condensats de gaz naturel, quand ils existent, sont pour l'essentiel piégés dans la matrice rocheuse, alors que le gaz peut y circuler. Ils peuvent néanmoins être récupérés si l'on maintient une pression suffisante dans le réservoir pour conserver le fluide à l'état monophasique. Ceci peut se faire de plusieurs manières, éventuellement combinées :
- injection de gaz[1] (gaz naturel non exploité, CO2) ;
- injection d'une quantité suffisante d'acide dans le réservoir. L'acidification du gisement permet dans certains cas d'augmenter le rendement du puits en agrandissant les pores de la roche (pour les roches carbonatées)[2].

## Histoire des techniques d'acidification de réservoirs
Les premiers essais de récupération assistée d'hydrocarbures par ce moyen ont plus d'un siècle. La première opération citée par la littérature serait une tentative d'acidification de réservoir faite en 1895,, mais souvent sans succès (les phénomènes d'entartrage étaient encore mal maitrisés). Il semble que cette solution ait été oublié jusqu'à la fin des années 1920.
En 1928, en Oklahoma, une injection d'acide dissous efficacement le calcaire (carbonate de calcium) des puits de Gypsy OilCo (Département du Gulf dans le Glenn Pool. Puis dans les Dundee Limestones, la compagnie Michigan pure Oil Co. utilise l'acide chlorhydrique d'une usine locale (HCl à 15 % avec acide arsénieux, à deux reprises dans le même puits). 
Ce traitement est ensuite amélioré par l'ajout d'autres additifs. Rapidement, ces traitements acides améliorés dopent la productivité des puits, en la multipliant par 4 à 25. 
Peu après, R. Heithecker publie les résultats de 134 acidifications sur 113 puits de pétrole de Louisiane et en 1937, selon lui plus de 6 000 puits avaient ainsi été acidifiés rien que dans le Kansas (avec plus de 8 000 opérations d'acidification). 
Dès les années 1930, Halliburton puis d'autres ajoutent de l'acide fluorhydrique ou des fluorures à l'acide chlorhydrique (traitement breveté en 1933). 
À partir de 1935, on injecte également des tensio-actifs en mélange à l'acide pour récupérer encore plus de pétrole et de gaz ; ensuite sont ajoutés dans les fluides de forage (dits mud acide) et les puits d'autres additifs (agents mouillants et désémulsionnants), pour notamment éviter la formation de silicates qui bouchent les pores de la roche. 
En 1936, des agents colmatants sélectifs ou diverting agents puis (en 1951) des acides retardés préparés sous forme de gel ou émulsion) puis dès 1956 des billes (« ball sealers ») des tensio-actifs sont aussi utilisés pour le lavage sans acide. 
En 1953, un agent mouillant cationique, l'Orchem M14, augmente la perméabilité de la roche au pétrole, mais non à l'eau, qui permet de plus que décupler la production de certains puits. 
En 1960, des retardateurs d'action de l'acide apparaissent, ainsi que l'ajout de CaCl2 ou de CO2 ou d'acides organiques (acide formique, acide acétique stables aux hautes températures et fortes pressions, rapidement abandonnés au profit d'un acide chlorhydrique très concentré avec des acides organiques, notamment en mer du Nord. 
Halliburton innove ensuite (1964) avec un acide retardé mélangé à un tensio-actif anionique puis les additifs sont mieux adaptés à la nature de la roche du réservoir et des agents colmatants temporaires permettant une meilleure dispersion des acides ; des solvants aromatiques dissolvent les résines et asphaltènes en améliorant la fluidité du pétrole (p. 4 et 5 du Manuel sur l'acidification des réservoirs). Des techniques de génération d'acide fluorhydrique à l'intérieur de la matrice rocheuse, mise au point par Shell et Halliburton améliorent encore la capacité à capter le pétrole et le gaz.